# Ernietta
Ernietta é um gênero de animais que viveram durante o período Ediacarano, na Namíbia.

## Descrição

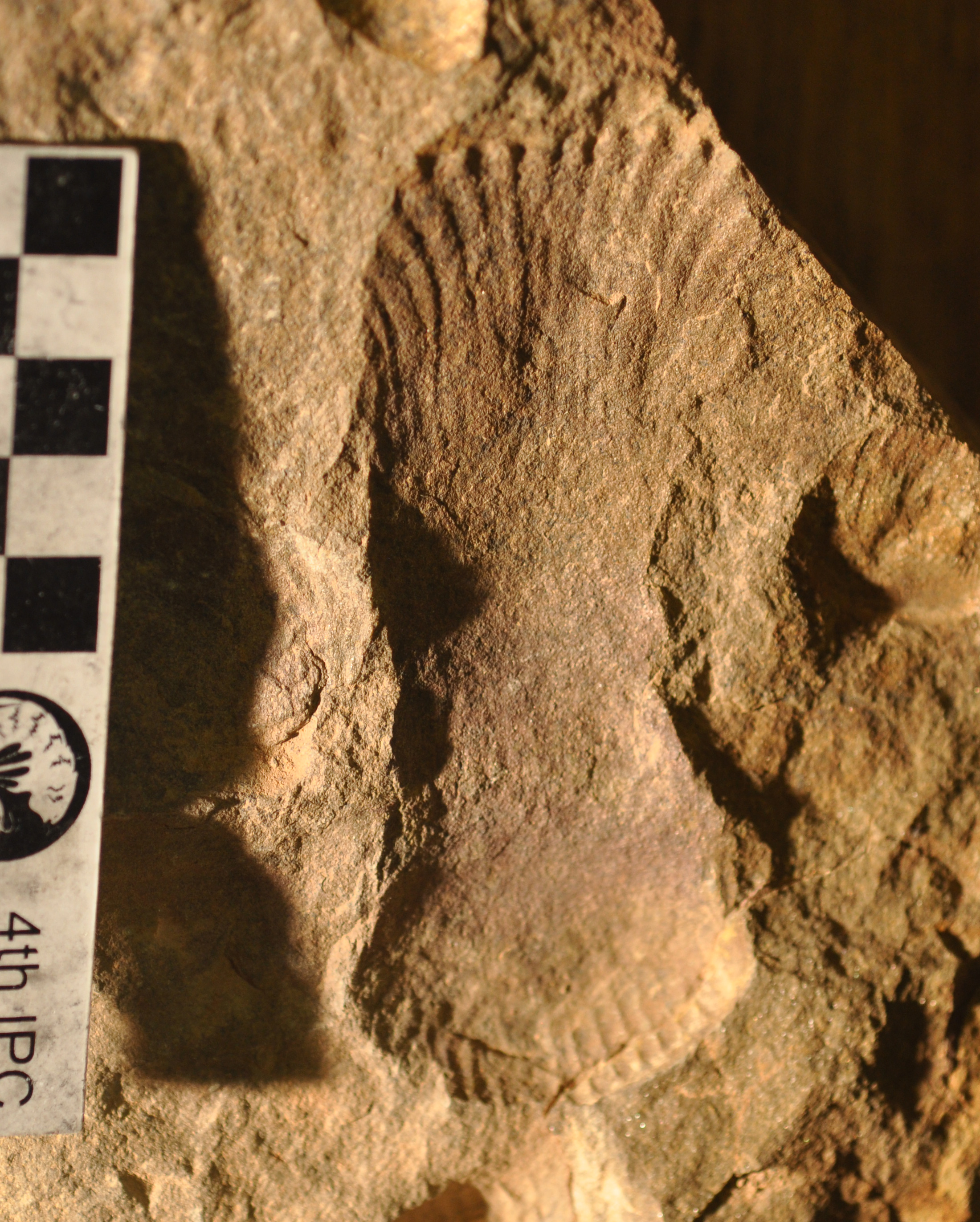
Fóssil de Ernietta.

Os espécimes de Ernietta poderiam chegar a 10-12cm de comprimento. O estilo de vida de Ernietta foi um assunto muito discutido, e foi chegada a conclusão de que eles viviam se enterrando na areia, deixando apenas a parte de cima de seus corpos para fora com a intenção de se alimentar. Também foi chegada a conclusão de que eles tinham um modo gregário de vida.